# Joe Gray
Pour les articles homonymes, voir Gray.

a Compétitions nationales et continentales officielles uniquement.

b Matchs officiels uniquement.
Dernière mise à jour le 20 mars 2025.
Joe Gray, né le 5 août 1988 à Nottingham (Angleterre), est un joueur international anglais de rugby à XV évoluant comme talonneur.

## Biographie
Joe Gray commence la pratique du rugby à XV avec le Nottingham RFC. Pendant sa jeunesse, il joue avec le club scolaire de rugby à XV du comté de Nottingham ainsi qu'avec le club des trois comtés qui réunit des joueurs du Nottinghamshire, du Lincolnshire et du Derbyshire.
Il commence sa carrière professionnelle en 2008 avec les Northampton Saints. En 2010, il rejoint les Harlequins. En 2012, il remporte le Championnat d'Angleterre avec son nouveau club.
En mai 2014, Joe Gray est appelé par le sélectionneur anglais Stuart Lancaster dans le XV de la Rose pour préparer la tournée en Nouvelle-Zélande. Il connait sa seule unique cape internationale le 7 juin 2014 lors d'une défaite 20 à 15 contre les All Blacks.
En 2020-2021, les Harlequins se qualifient jusqu'en finale du championnat où il affronte les Exeter Chiefs. Pour cette rencontre, Joe Gray commence sur le banc des remplaçants avant d'entrer en jeu en seconde période à la place de Scott Baldwin. Son équipe s'impose en toute fin de match 38 à 40, grâce à un doublé de Louis Lynagh,.
En fin de saison 2021-2022, il annonce mettre un terme à sa carrière sportive.

## Palmarès

### En club
- Vainqueur de la Coupe anglo-galloise en 2010 avec les Northampton Saints et en 2013 avec les Harlequins.
- Vainqueur du Challenge européen en 2011 avec les Harlequins.
- Vainqueur du Championnat d'Angleterre en 2012 et 2021 avec les Harlequins et en 2019 avec les Saracens.
- Vainqueur de la Coupe d'Europe en 2019 avec les Saracens.

### En équipe nationale
- Finaliste du Championnat du monde junior en 2008 avec l'équipe d'Angleterre des moins de 20 ans.